# Sarazm
Sarazm és una antiga ciutat i jamoat del nord-oest de Tadjikistan. Es troba en el districte de Panjakent, a la província de Sughd, prop de la frontera amb Uzbekistan.

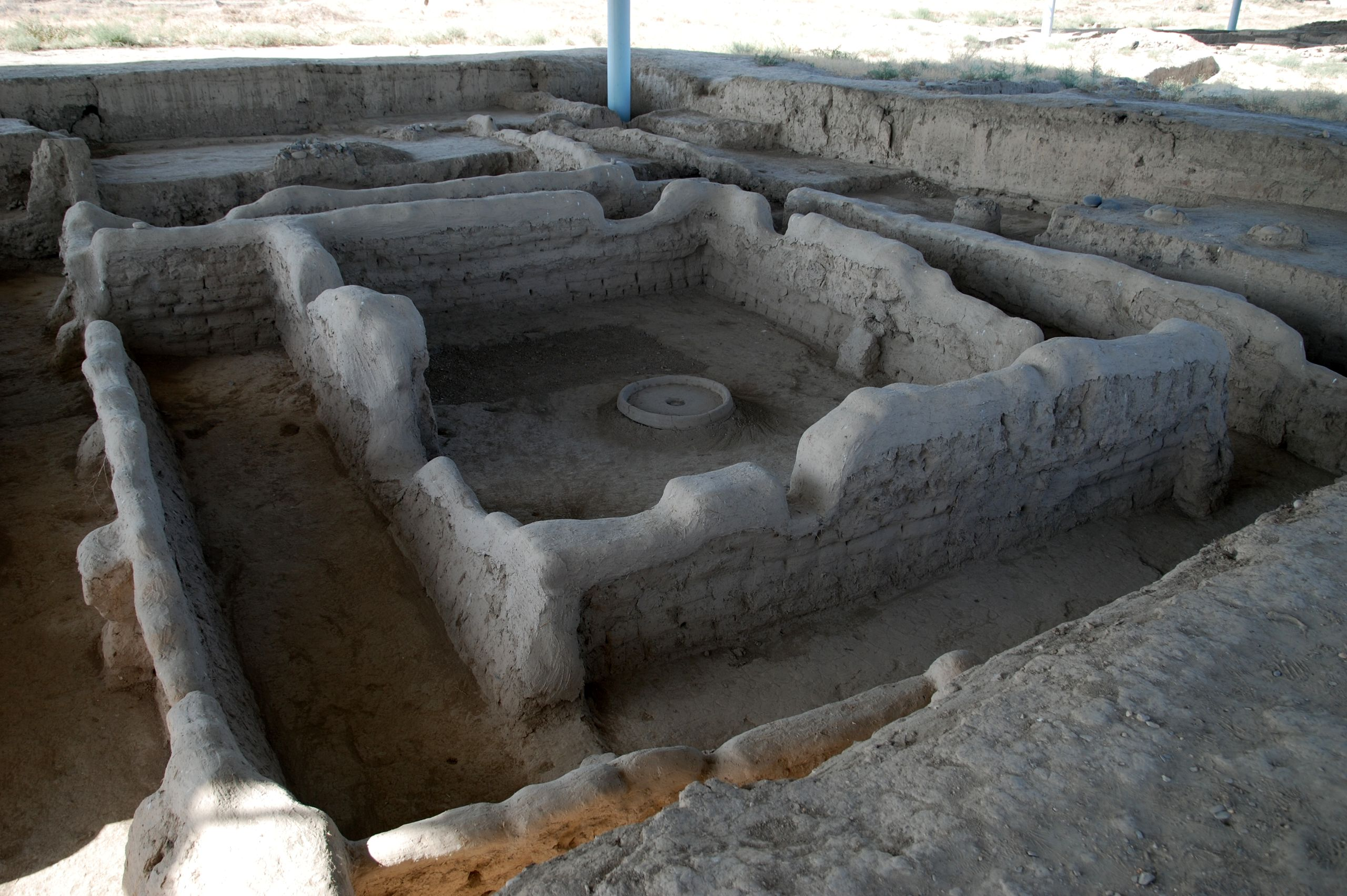
Detall de l'àrea

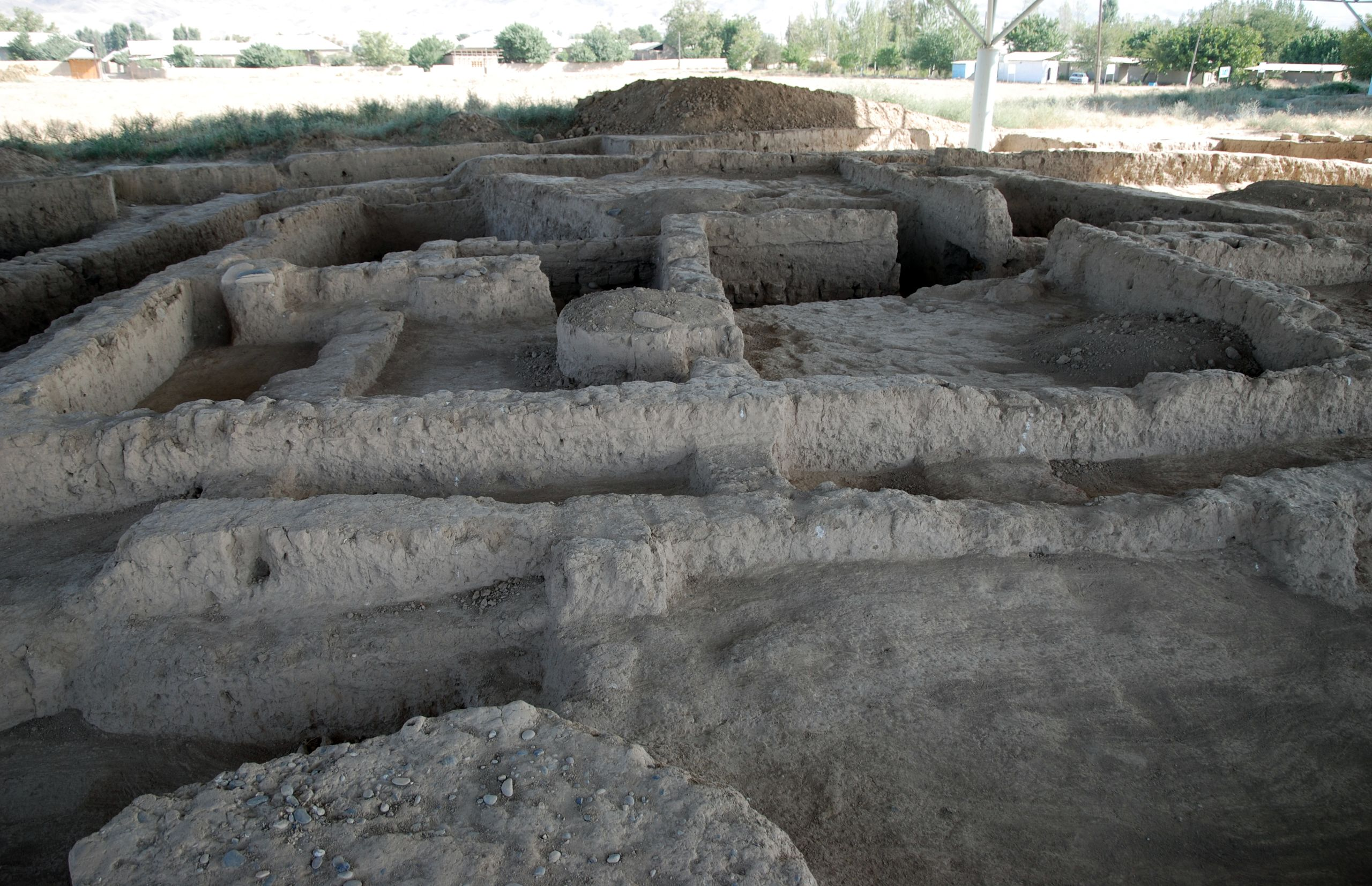
Vista del jaciment

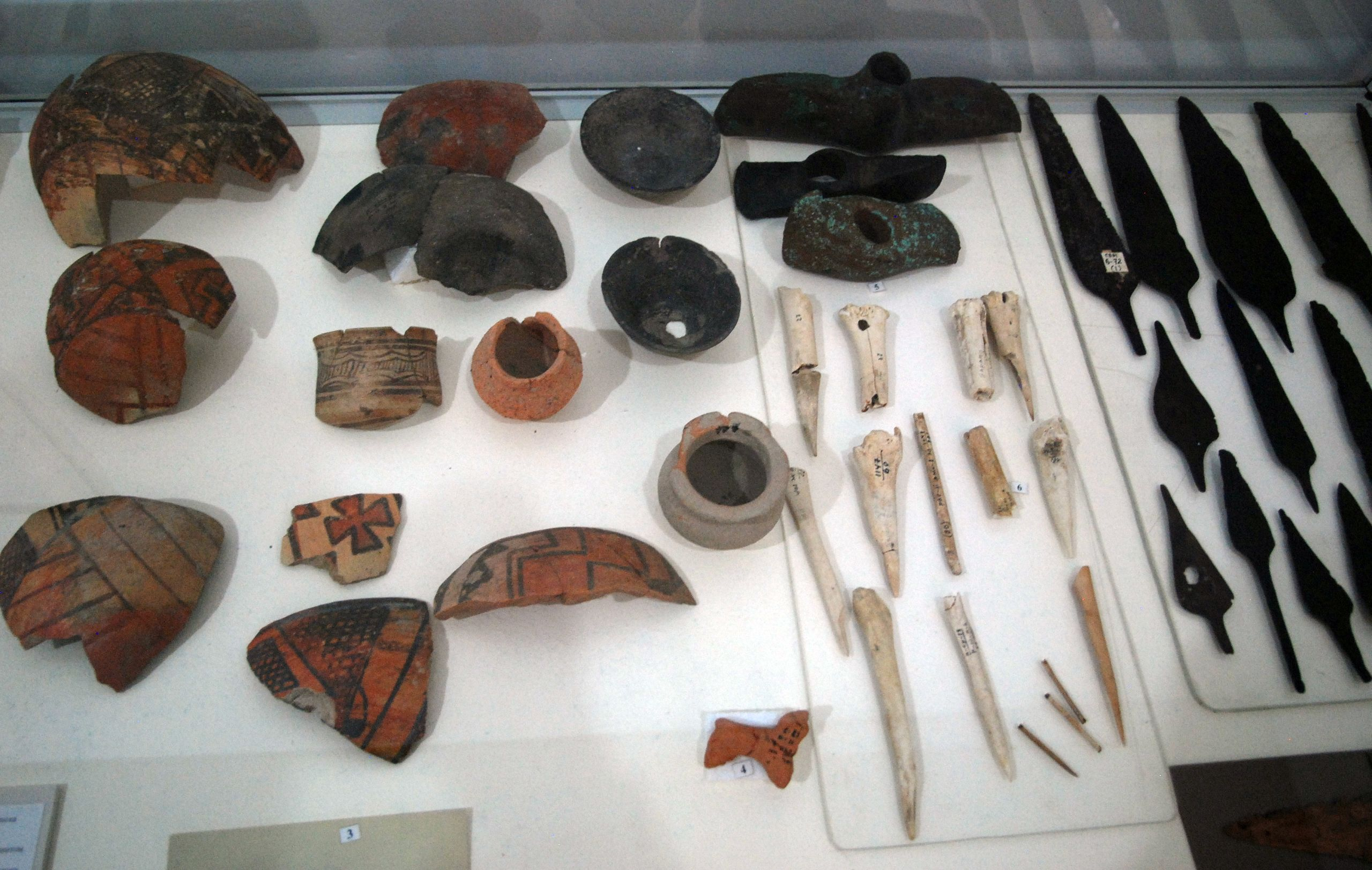
Estris trobats al jaciment

Sarazm significa "el començament de la terra" i és un jaciment arqueològic que testifica la presència d'assentaments humans sedentaris en l'Àsia Central, des del quart mil·lenni fins a finals del tercer mil·lenni abans de l'era cristiana. Els seus vestigis mostren l'existència d'un protourbanisme primerenc a la regió. Aquest nucli d'assentaments, que és un dels més antics de tot l'Àsia Central, està situat entre una zona muntanyosa apta per a la cria de bestiar per part de pastors nòmades i un gran vall propici per al desenvolupament de l'agricultura i el regadiu per part de les primeres poblacions sedentàries de la regió. El jaciment de Sarazm és també un exponent de l'existència d'intercanvis materials i culturals, així com de nexes mercantils, entre les estepes de l'Àsia Central, el Turkmenistan, l'altiplà de l'Iran, la Vall de l'Indo i el litoral de l'oceà Índic.

## Història
Aquest jaciment arqueològic a la vall del Zeravshan testifica la presència humana a la regió fa uns 5.000 anys, havent estat considerat com "el major centre metal·lúrgic de l'Àsia central, dedicat a l'exportació". El lloc va ser abandonat després de l'arribada dels indo-iranis, al voltant de l'any 2.000 aC.
Es creu que la ciutat va ser reactivada com un centre miner per a l'extracció de turqueses a la rodalia. La ciutat també va ser un important centre regional agrícola i productor de coure.
Es van trobar al jaciment llavors de [[[blat]] i d'ordi. L'ordi que es va trobar a Sarazm és similar a la morfologia de l'ordi que es troba en els jaciments al Pakistan de Mehrgarh i Nausharo, i també similar a l'ordi que es troba en els primers jaciments (més antics) de la Xina, on es va trobar primer l'ordi.
El jaciment va ser descobert per un granger local anomenat Ashurali Tailonov l'any 1976, qui va trobar una daga de coure que sobresortia d'una construcció propera. Les excavacions van començar l'any següent (1977) a càrrec d'Abdullo Isakov i arqueòlegs francesos.

## Patrimoni de la Humanitat
El  jaciment protourbà de Sarazm va ser declarat Patrimoni de la Humanitat per la UNESCO en 2010, sent així el primer bé de Tadjikistan declarat com a tal.